# Acmaeodera picta
Acmaeodera picta es una especie de escarabajo del género Acmaeodera, familia Buprestidae. Fue descrita científicamente por Waterhouse en 1882.
Esta especie se encuentra en América del Sur.